# Jborivți, Muncaci
Jborivți (în ucraineană Жборівці) este un sat în așezarea urbană Kolciîno din raionul Muncaci, regiunea Transcarpatia, Ucraina.

## Demografie
Componența lingvistică a localității Jborivți
     Ucraineană (99,1%)
     Alte limbi (0,9%)
Conform recensământului din 2001, majoritatea populației localității Jborivți era vorbitoare de ucraineană (99,1%), existând în minoritate și vorbitori de alte limbi.